# Iva Kubelková
Iva Kubelková (Písek, 8 maggio 1977) è una modella, conduttrice televisiva, attrice e cantante ceca.

## Biografia
Iva Kubelková è nata e cresciuta nella cittadina boema di Písek, fino al suo trasferimento all'età di 14 anni a Praga, dove si è diplomata ad una scuola privata di ragioneria e dove ha successivamente conseguito prima una laurea triennale e poi un master in Scienze della Comunicazione.
Nel 1996 ha partecipato a Miss Repubblica Ceca, piazzandosi al secondo posto e avviando la sua carriera di modella. Ha inoltre recitato in alcune opere teatrali, fra cui Noc s modelkou nel 2002, dove ha interpretato il ruolo principale. Ha iniziato a lavorare come conduttrice televisiva nel 1998 presentando Sama doma su Česká televize; nel 2005 ha condotto la prima edizione del reality show VyVolení.
Nel 2020 ha debuttato come cantante firmando un contratto discografico con la Warner Music Czech Republic e pubblicando il suo primo album Jak moc mě znáš, che è entrato nella classifica ceca al 99º posto.

## Filmografia

### Cinema
- Sezn@mka, regia di Zita Marinovová (2016)

### Televisione
- Miss Tisíciletí – speciale TV (2000)
- Banánové rybicky – serie TV (2005)
- Uvolnete se, prosím – serie TV (2006)
- Bailando - Tancím pro tebe – serie TV (2007)
- Velmi krehké vztahy – serie TV (2008–09)
- Top star magazín – serie TV (2008–15)
- VIP zprávy – serie TV (2010–11)
- Vsechnopárty – serie TV (2011)
- Prominenti – serie TV (2011)
- Cesty domú – serie TV (2011–15)
- Kancelár Blaník – serie TV (2014)
- 13. komnata – serie TV (2015)
- V.I.P. vrazdy – serie TV (2016–18)
- Prístav – serie TV (2017)

## Discografia

### Album
- 2020 – Jak moc mě znáš